# Balance of Terror
"Balance of Terror" é o décimo quarto episódio da primeira temporada da série de televisão Star Trek, que foi ao ar em 15 de dezembro de 1966 pela NBC. O roteirista Vincent McEveety escreceu o episódio como a versão de ficção científica de um filme de submarino, se inspirando em filmes como Run Silent, Run Deep e The Enemy Below, colocando a Enterprise como um navio na superfície e a nave romulana como um submarino.
Este episódio introduz os romulanos. Além disso, Mark Lenard, que aqui interpreta o Comandante Romulano, faz sua primeira aparição em Star Trek. Posteriormente Lenard iria interpretar Sarek, pai de Spock, em vários episódios e filmes, também aparecendo como o comandante klingon em Star Trek: The Motion Picture. Esses papéis fizeram de Lenard o primeiro ator a interpretar um personagem das três espécies alienígenas mais proeminentes em Star Trek.
Em 16 de setembro de 2006, "Balance of Terror" se tornou o primeiro episódio digitalmente remasterizado de Star Trek, com restauramento de imagens e sons e novos e melhorados efeitos especiais.

## Enredo
A nave estelar USS Enterprise está inspecionando uma linha de postos da Federação, descobrindo que eles estão sendo destruídos por um inimigo desconhecido. O último posto a ser destruído foi o 4, perto da zona neutra romulana. Spock explica que a zona neutra surgiu depois da guerra entre os humanos e os romulanos um século antes. Devido a falta de comunicações visuais, as duas espécies nunca viram uma a outra, tendo se comunicado apenas por rádio subespacial. O Capitão Kirk teme que os romulanos estejam preparando outra guerra.
Kirk descobre que o agressor é uma solitária Ave de Rapina romulana equipada com um dispositivo de camuflagem. A camuflagem não é perfeita; a Enterprise pode rastrear a nave, que está voltando para casa para reportar as fraquezas das defesas da Federação. A Enterprise  consegue ter acesso as imagens de uma câmera de segurança dentro da nave romulana, revelando que eles são idênticos aos vulcanos. O Tenente Stiles, que teve familiares que morreram na guerra, começa a suspeitar de traição por parte de Spock.
Durante uma reunião sobre as capacidades da nave romulana, Stiles sugere que a Enterprise ataque a Ave de Rapina antes que ela chegue na Zona Neutra. Spock concorda com a sugestão de Stiles, acreditando que os romulanos foram, em algum momento da história, um grupo dissidente de vulcanos durante sua era de guerras selvagens—antes deles encontrarem a filosofia lógica. Spock pensa que se os romulanos mantiveram uma filosófica marcial vulcana pré-lógica, eles com certeza, pela falta de resposta, iriam inferir fraqueza por parte da Federação e lançar uma guerra total.
Um jogo de gato e rato começa com cada nave tendo seus pontos fortes e fracos. A Enterprise é mais rápida e mais manobrável, enquanto a Ave de Rapina tem o dispositivo de camuflagem e um maior poder de fogo com os torpedos de plasma, porém seu alcance é baixo e atirá-los requer tanta energia que o nave deve sair da camuflagem. Os dois comandantes logo ficam presos em uma batalha de perspicácia.
Os romulanos, quase sem opções, lançam uma arma nuclear junto com destroços na esperança de detoná-la quando a Enterprise se aproximar. Entretanto, Kirk suspeita de uma armadilha e ordena um tiro de faser nos destroços, detonando a bomba. A Enterprise é muito abalada na explosão; Kirk decide usar isso a seu favor, ordenando que todas as operações sejam realizadas com potência mínima para exagerar os danos aparentes. Apesar do combustível da nave romulana estar acabando, um membro da tripulação convence o comandante a destruir a Enterprise. Quando a nave romulana descamufla para lançar um torpedo, Kirk tenta atirar, porém uma falha no equipamento deixa os fasers fora de funcionamento e Stiles incapacitado. Spock socorre Stiles e atira os fasers a tempo da Enterprise desabiliatar a nave romulana.
Kirk contata a danificada Ave de Rapina e finalmente se comunica com seu oponente, oferecendo-se para transportar os sobreviventes. O comandante romulano declina, dizendo que "não é nosso jeito" aceitar assistência. Ele expressa seu arrependimento que ele e Kirk devem viver deste modo, apontando que "Em uma realidade diferente, poderíamos ter sido amigos". No final, com "mais um dever para realizar", o comandante aciona a autodestruição de sua nave, para garantir que suas informações e tecnologia não caia nas mãos da Federação.

## Remasterização
"Balance of Terror" foi o primeiro episódio da série original a ser remasterizado digitalmente em 2006, indo ao ar em 16 de setembro de 2006 para marcar o aniversário de 40 anos de Star Trek. Foi sucedido da semana seguinte por "Miri", que algumas emissoras afiliadas decidiram exibir diretamente depois. Além da remasterização de áudio e vídeo, e das animações computadorizadas da Enterprise que são padrão em todas as revisões, mudanças específicas para este episódio incluem:
- A Ave de Rapina romulana é renderizada em computação gráfica, mostrando placas individuais no casco.
- Tiros de faser e torpedos foram retrabalhados, e a luz das armas reflete no casco da Enterprise.
- O cometa foi melhorado, parecendo mais realista.

## Recepção
Zack Handlen da The A.V. Club deu ao episódio uma nota "A", descrevendo-o como "um dos mais fortes da série original, introduzindo uma nova espécie alienígena, como também dando-nos uma peça importante da mitologia Trek", e notando que "assistir Kirk sobrepujar seu inimigo, até o ponto de ganhar o respeito deste inimigo, é muito legal". Em 2009, a IGN fez sua lista dos 10 melhores episódios da série, colocando "Balance of Terror" na 2ª posição.